# نادي ساليتاس
نادي ساليتاس لكرة القدم هو نادي كرة قدم مقره في واغادوغو. صعدوا إلى الدوري الممتاز بعد موسم 2016-2017. يلعبون مبارياتهم على أرضهم في ملعب 4 أغسطس بسعة 60 ألف متفرج.

## الإنجازات
- كأس بوركينا فاسو

الفائز: 2018
- كأس سوبر بوركينا فاسو

الفائز: 2018